# Kanton Peyruis
Kanton Peyruis (fr. Canton de Peyruis) je francouzský kanton v departementu Alpes-de-Haute-Provence v regionu Provence-Alpes-Côte d'Azur. Tvoří ho čtyři obce.

## Obce kantonu
- La Brillanne
- Ganagobie
- Lurs
- Peyruis